# 塔哈·侯賽因

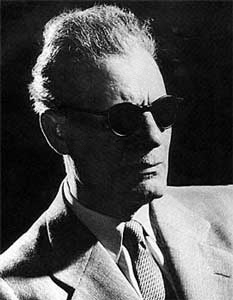
塔哈·侯賽因

塔哈·侯賽因（阿拉伯语：‎，Taha Hussein，1889年11月14日—1973年10月28日），埃及最具影響力的作家及知識分子，為埃及近代化運動的先驅之一。兩歲起失明。曾在艾資哈爾大學學習宗教神學和阿拉伯文學，但不能滿足於伊斯蘭傳統學術。1908年進入世俗精神辦學的開羅大學，1914年以研究麦阿里的論文獲得博士學位。後又留學法國蒙彼利埃大學和巴黎大學。回國後任教於開羅大學。
塔哈·侯賽因1926年出版《論前伊斯蘭詩歌》，对许多早期阿拉伯诗歌的真实性表示怀疑，还间接暗示《古兰经》不应作为历史的客观来源。这本书引起了爱资哈尔大學的宗教学者和许多传统人士的愤怒和敌意，被指控侮辱伊斯兰教。檢方表示，塔哈·侯賽因所说的是学术意见，因此未被起訴，但他在1931年失去了开罗大学的职位。1950年—1952年，塔哈·侯賽因出任埃及教育部長。
塔哈·侯赛因主张重构埃及传统的民族认同观念，反对阿拉伯民族主义和泛阿拉伯主义，认为埃及民族应重拾古埃及文明的历史认同。他曾在多处场合贬低“阿拉伯一体化”的观念，强调自己的法老主义主张。1933年，他在杂志《东方之星》（Kawkab el Sharq）刊文称：“法老主义扎根在每个埃及人的心中。法老主义情结是永恒的，也是不断加深的。埃及人首先是法老文明的后裔，其次才是阿拉伯人。他人若煽动埃及放弃法老主义，就等同于如此教唆：‘埃及啊，去摧毁你的狮身人面像和金字塔，忘记你是谁，跟随我们吧！’不要对埃及无尽索求。无论其总部在开罗，在大马士革还是巴格达，埃及都永不可能成为阿拉伯整体的一员。”

## 主要作品
- 週三對談 (حديث الأربعاء) ：文學批評短文集。
- 關於前伊斯蘭詩學 (المعذبون فى الأرض)
- 一個文人（أديب）
- 日子（الأيام）為其自傳
- 一個埃及的童年
- 埃及文化的前景（مستقبل الثقافة فى مصر）